# 대한민국 민법 제459조
대한민국 민법 제459조는 채무인수와 보증, 담보의 소멸에 대한 민법 채권법 조문이다.

## 조문
제459조(채무인수와 보증, 담보의 소멸) 전채무자의 채무에 대한 보증이나 제삼자가 제공한 담보는 채무인수로 인하여 소멸한다. 그러나 보증인이나 제삼자가 채무인수에 동의한 경우에는 그러하지 아니하다.

第459條(債務引受와 保證, 擔保의 消滅) 前債務者의 債務에 對한 保證이나 第三者가 提供한 擔保는 債務引受로 因하여 消滅한다. 그러나 保證人이나 第三者가 債務引受에 同意한 境遇에는 그러하지 아니하다.

## 참고 문헌
- 오현수, 일본민법, 진원사, 2014. ISBN 9788963463452
- 오세경, 대법전, 법전출판사, 2014 ISBN 9788926210277
- 이준현 , LOGOS 민법 조문판례집, 미래가치, 2015. ISBN 9791155020869